# Episodi di The Killing (serie televisiva 2011) (terza stagione)
La terza stagione della serie televisiva The Killing, composta da dodici episodi, è stata trasmessa sul canale statunitense via cavo AMC dal 2 giugno al 4 agosto 2013.
In Italia, la stagione è andata in onda in prima visione sul canale satellitare Fox Crime dal 5 novembre 2013 al 21 gennaio 2014.
| nº | Titolo originale       | Titolo italiano                  | Prima TV USA   | Prima TV Italia  |
| -- | ---------------------- | -------------------------------- | -------------- | ---------------- |
| 1  | The Jungle             | La giungla                       | 2 giugno 2013  | 5 novembre 2013  |
| 2  | That You Fear the Most | Quello che ti fa più paura       | 2 giugno 2013  | 12 novembre 2013 |
| 3  | Seventeen              | Diciassette                      | 9 giugno 2013  | 19 novembre 2013 |
| 4  | Head Shots             | Il pifferaio magico              | 16 giugno 2013 | 26 novembre 2013 |
| 5  | Scared and Running     | Spaventata e in fuga             | 23 giugno 2013 | 3 dicembre 2013  |
| 6  | Eminent Domain         | Il ripostiglio                   | 30 giugno 2013 | 10 dicembre 2013 |
| 7  | Hope Kills             | La speranza uccide               | 7 luglio 2013  | 17 dicembre 2013 |
| 8  | Try                    | Non mollare                      | 14 luglio 2013 | 24 dicembre 2013 |
| 9  | Reckoning              | Resa dei conti                   | 21 luglio 2013 | 31 dicembre 2013 |
| 10 | Six Minutes            | Sei minuti                       | 28 luglio 2013 | 7 gennaio 2014   |
| 11 | From Up Here           | A un passo dalla fine (1ª parte) | 4 agosto 2013  | 14 gennaio 2014  |
| 12 | The Road to Hamelin    | A un passo dalla fine (2ª parte) | 4 agosto 2013  | 21 gennaio 2014  |